# Prix littéraires 1976
Liste des prix littéraires décernés au cours de l'année 1976 :

## Prix internationaux
- Prix Nobel de littérature : Saul Bellow (États-Unis)[1]
- Grand prix de littérature du Conseil nordique : Ólafur Jóhann Sigurðsson (Islande) pour Að laufferjum og Að brunnum
- Grand prix littéraire d'Afrique noire : Aoua Keïta (Mali) pour Femmes d'Afrique.
- Neustadt International Prize for Literature : Elizabeth Bishop (États-Unis)

## Allemagne
- Prix Georg-Büchner :  Heinz Piontek

## Belgique
- Prix Victor-Rossel : Gabriel Deblander pour L'Oiseau sous la chemise

## Canada
- Grand prix du livre de Montréal : Guy Robert pour Lemieux
- Prix Athanase-David : Pierre Vadeboncœur
- Prix du Gouverneur général :
  - Catégorie « Romans et nouvelles de langue anglaise » : Marian Engel pour Bear (L'Ours)
  - Catégorie « Romans et nouvelles de langue française » : André Major pour Les Rescapés
  - Catégorie « Poésie ou théâtre de langue anglaise » : Joe Rosenblatt pour Top Soil
  - Catégorie « Poésie ou théâtre de langue française » : Alphonse Piché pour Poèmes 1946-1968
  - Catégorie « Études et essais de langue anglaise » : Carl Berger pour The Writing of Canadian History
  - Catégorie « Études et essais de langue française » : Fernand Ouellette pour Le Bas Canada 1791-1840, changements structuraux et crise
- Prix Jean-Hamelin : Jovette Marchessault pour Comme une enfant de la terre : le crachat solaire

## Chili
- Prix national de Littérature : Arturo Aldunate Phillips (es) (1902-1985)

## Corée du Sud
- Prix de l'Association des poètes coréens : Park Jaesam
- Prix de littérature contemporaine (Hyundae Munhak) :
  - Catégorie « Poésie » : Moon Chung-hee pour 시극집『새떼
  - Catégorie « Roman » : Kim Munsu pour 聖痕
  - Catégorie « Critique » : Yoon Jaegeun pour 「시정신과 그 비극성」「李箱의 시사적 위치」
- Prix Woltan : Park Hee-jin pour 빛과 어둠의 사이

## Danemark
- Prix Hans Christian Andersen : Cecil Bødker (Danemark)

## Espagne
- Prix Cervantes : Jorge Guillén
- Prix Nadal : Raúl Guerra Garrido, pour Lectura insólita de El Capital
- Prix Planeta : Jesús Torbado, pour En el día de hoy
- Prix national de Narration : non décerné
- Prix national de poésie : non décerné
- Prix national d'Essai : Manuel Alvar, pour Aragón, literatura y ser histórico
- Prix Adonáis de Poésie : Jorge G. Aranguren, pour De fuegos, tigres, ríos
- Prix d'honneur des lettres catalanes : Pau Vila i Dinarés (géographe et pédagogue)
- Prix Anagrama : Enrique Gil Calvo, pour Lógica de la libertad. Por un marxismo libertario
- Prix de la critique Serra d'Or :
  - Joan Lluís Marfany (ca), pour Aspectes del Modernisme, essai.
  - Marià Manent i Cisa (ca), pour El vel de Maia, biographie/mémoire.
  - Baltasar Porcel, pour Cavalls cap a la fosca, roman.
  - Pere Quart, pour Obra poètica, œuvre complète.
  - Joan Vinyoli, pour Ara que és tard, recueil de poésie.
  - Joan Puig i Ferreter (ca), pour Ressonàncies. Diari d'un escriptor, œuvre narrative non fiction.
  - Joan Ferraté i Soler (ca), pour la traduction poétique de Vuitanta-vuit poemes, de Cavafis.

## États-Unis
- National Book Award : 
  - Catégorie « Fiction » : William Gaddis pour JR
  - Catégorie « Essais - Arts et Lettres » : Paul Fussell pour The Great War and Modern Memory
  - Catégorie « Essais - Histoire et Biographie » : David Brion Davis pour The Problem of Slavery in the Age of Revolution, 1770–1823
  - Catégorie « Essais - Questions d'actualité » : Michael J. Arlen pour Passage to Ararat
  - Catégorie « Poésie » : John Ashbery pour Self-portrait in a Convex Mirror
- Prix Hugo :
  - Prix Hugo du meilleur roman : La Guerre éternelle (The Forever War) par Joe Haldeman
  - Prix Hugo du meilleur roman court : Le Retour du bourreau (Home Is the Hangman) par Roger Zelazny
  - Prix Hugo de la meilleure nouvelle longue : The Borderland of Sol par Larry Niven
  - Prix Hugo de la meilleure nouvelle courte : Dernier Zeppelin pour cet univers (Catch That Zeppelin!) par Fritz Leiber
- Prix Locus :
  - Prix Locus du meilleur roman : La Guerre éternelle (The Forever War) par Joe Haldeman
  - Prix Locus du meilleur roman court : Les Tempêtes de Port-du-Vent (The Storms of Windhaven) par George R. R. Martin et Lisa Tuttle
  - Prix Locus de la meilleure nouvelle longue : La Nouvelle Atlantide (The New Atlantis) par Ursula K. Le Guin
  - Prix Locus de la meilleure nouvelle courte : Croatoan (Croatoan) par Harlan Ellison
  - Prix Locus du meilleur recueil de nouvelles : Aux douze vents du monde (The Wind's Twelve Quarters) par Ursula K. Le Guin
- Prix Nebula :
  - Prix Nebula du meilleur roman : Homme-plus (Man Plus) par Frederik Pohl
  - Prix Nebula du meilleur roman court : Houston, Houston, me recevez-vous ? (Houston, Houston, Do You Read?) par James Tiptree, Jr
  - Prix Nebula de la meilleure nouvelle longue : L'Homme bicentenaire (The Bicentennial Man) par Isaac Asimov
  - Prix Nebula de la meilleure nouvelle courte : Une foule d'ombres (A Crowd of Shadows) par Charles L. Grant
- Prix Pulitzer :
  - Catégorie « Fiction » : Saul Bellow pour Humboldt's Gift (Le Don de Humboldt)
  - Catégorie « Biographie et Autobiographie » : R. W. B. Lewis pour Edith Wharton: A Biography
  - Catégorie « Essai » : Robert Neil Butler pour Why Survive? Being Old In America
  - Catégorie « Histoire » : Paul Horgan pour Lamy of Santa Fe
  - Catégorie « Poésie » : John Ashbery pour Self-portrait in a Convex Mirror
  - Catégorie « Théâtre » : Michael Bennett et al. pour A Chorus Line (A Chorus Line)

## Finlande
- Prix Aleksis-Kivi : Tuomas Anhava
- Prix Kalevi-Jäntti : Helinä Siikala pour Kenellä on kotinsa kaukana
- Prix Eino-Leino : Eila Kivikk'aho
- Prix national de littérature : Antti Hyry pour Silta Liikkuu, Hannu Mäkelä pour Jos pettää sinut elämä, Henrik Tikkanen pour Brändövägen 8, Antti Tuuri pour Vuosi elämästä
- Prix littéraire de la ville de Tampere : Eeva-Liisa Manner pour Kamala kissa
- Prix Tollander : Thomas Warburton
- Prix Rudolf-Koivu : École supérieure Aalto d'art, de design et d'architecture d'Helsinki pour Luonnon kuvakirja: pihapiirin tapahtumia keväästä kesään
- Prix Topelius : Lasse Raustela pour Noitakellot
- Prix Mikael-Agricola : Pentti Saaritsa
- Médaille Anni-Swan : Hannu Mäkelä
- Prix d'écriture Juhana-Heikki-Erkko : Olli Jalonen
- Prix Juhana-Heikki-Erkko : Eeva Heilala pour Hyvä on maa
- Médaille Kiitos kirjasta : Christer Kihlman pour Kallis prinssi
- Prix Arvid-Lydecken : Anna Tauriala pour Kun Leenan ärrästä tuli ällä
- Prix Kaarle : Eeva Tikka
- Prix Pehr-Evind-Svinhufvud : Lassi Nummi pour Linna joessa
- Prix du grand club du livre finlandais : non décerné
- Prix Pirkanmaan-Plättä : Kari Vaijärvi pour Museoryöstö

## France
- Prix Goncourt: Patrick Grainville pour Les Flamboyants
- Prix Médicis : Marc Cholodenko pour Les États du désert
  - Prix Médicis étranger : Doris Lessing pour Le Carnet d'or - Royaume-Uni
- Prix Femina : Marie-Louise Haumont pour Le Trajet
- Prix Renaudot : Michel Henry pour L'Amour les yeux fermés
- Prix Interallié : Raphaële Billetdoux pour Prends garde à la douceur des choses
- Grand prix de littérature de l'Académie française : José Cabanis
- Grand prix du roman de l'Académie française : Pierre Schoendoerffer pour Le Crabe-tambour
- Prix des Deux Magots : François Coupry pour Mille pattes sans tête
- Prix du Livre Inter : Jacques Perry pour Le Ravenala ou l'Arbre du voyageur
- Prix des libraires : Patrick Modiano pour Villa triste
- Prix Fénéon : Michel Falempin pour L'écrit fait masse
- Prix du Quai des Orfèvres : Serge Montigny pour Une fleur pour mourir
- Prix du Roman populiste : Alain Gerber pour Une sorte de bleu
- Prix mondial Cino-Del-Duca : Lewis Mumford

## Italie
- Prix Strega : Fausta Cialente, Le quattro ragazze Wieselberger (Mondadori)
- Prix Bagutta : Mario Soldati, Lo specchio inclinato, (Mondadori)
- Prix Campiello : Gaetano Tumiati, Il busto di gesso
- Prix Napoli : Piero Chiara, La stanza del vescovo, (Mondadori)
- Prix Stresa : Gianfranco Lazzaro - Il Cielo Colore delle Colline - La Provincia Azzurra
- Prix Viareggio :
  - Mario Tobino, La bella degli specchi
  - Dario Bellezza, Morte segreta
  - Sergio Solmi, La luna di Lafourgue

## Monaco
- Prix Prince-Pierre-de-Monaco : Anne Hébert

## Royaume-Uni
- Prix Booker : David Storey pour Saville
- Prix James Tait Black :
  - Fiction : John Banville pour Doctor Copernicus
  - Biographie : Ronald Hingley pour A New Life of Chekhov
- Prix WH Smith : Seamus Heaney pour North (Nord)
- Prix John-Llewellyn-Rhys : non attribué
- Médaille Carnegie : Jan Mark pour Thunder and Lightnings
- Prix Rose-Mary-Crawshay :Hilary Spurling pour Ivy When Young: The Early Life of Ivy Compton-Burnett 1884-1919
- Prix Somerset-Maugham : Dominic Cooper pour The Dead of Winter et Ian McEwan pour First Love, Last Rites
- Whitbread Book Award : Penelope Lively pour A Stitch in Time (Un point dans le temps)[2],[3]